# Arnold Franz von Tornaco
Arnold Franz von Tornaco (auch Arnaud François de Tornaco, seit 1738 Reichsfreiherr, * 5. Juni 1696 in Aachen; † 29. Juni 1766 in Dendermonde) war ein kaiserlich-königlicher Offizier, zuletzt im Rang eines Generalfeldmarschallleutnants, und zunächst Gouverneur der gefürsteten Grafschaft Mömpelgard, dann von Dendermonde, sowie Gesandter in Paris.

## Leben

### Herkunft

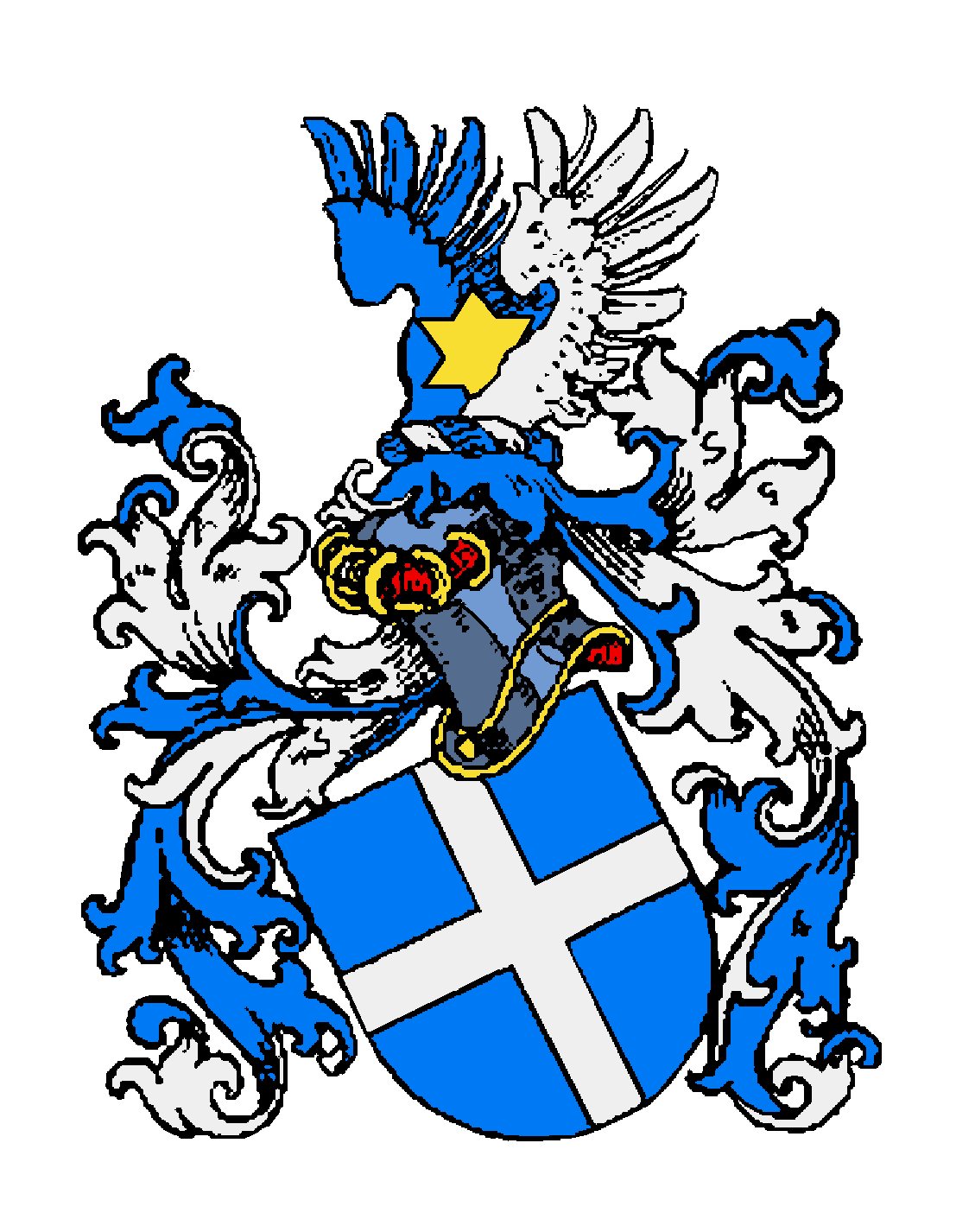
Stammwappen derer von Tornaco

Arnold Franz von Tornaco entstammte einem luxemburgischen Adelsgeschlecht. Die Stammreihe beginnt mit Ludolf de Tornaco, der als Advokat in Lüttich lebte. Er war Großvater des Lambert (* 1596), welcher Rat und Sekretär des Kurfürsten von Köln wurde. Dessen Enkel war Theodor Claudius von Tornaco, Kellermeister des Münsterstifts, der durch seine Heirat das Aachener Bürgerrecht erhielt. Arnold Franz war das sechste von dessen zehn Kindern. Während von seinen sechs Brüdern wenigstens zwei der älteren Juristen wurden und der Jüngste die geistliche Laufbahn einschlug, ging Arnold wie auch ein jüngerer Bruder eine militärische Karriere an.

### Wirken
1728 war er Hauptmann im Wurmbrandt'schen Regiment. Für das Haus Württemberg brachte er als Gesandter in Paris die mömpelgardische Erbschaftssache zu dessen Gunsten zu Ende, wofür er die Gouverneursstelle über die gefürstete Grafschaft Mömpelgard erhielt.

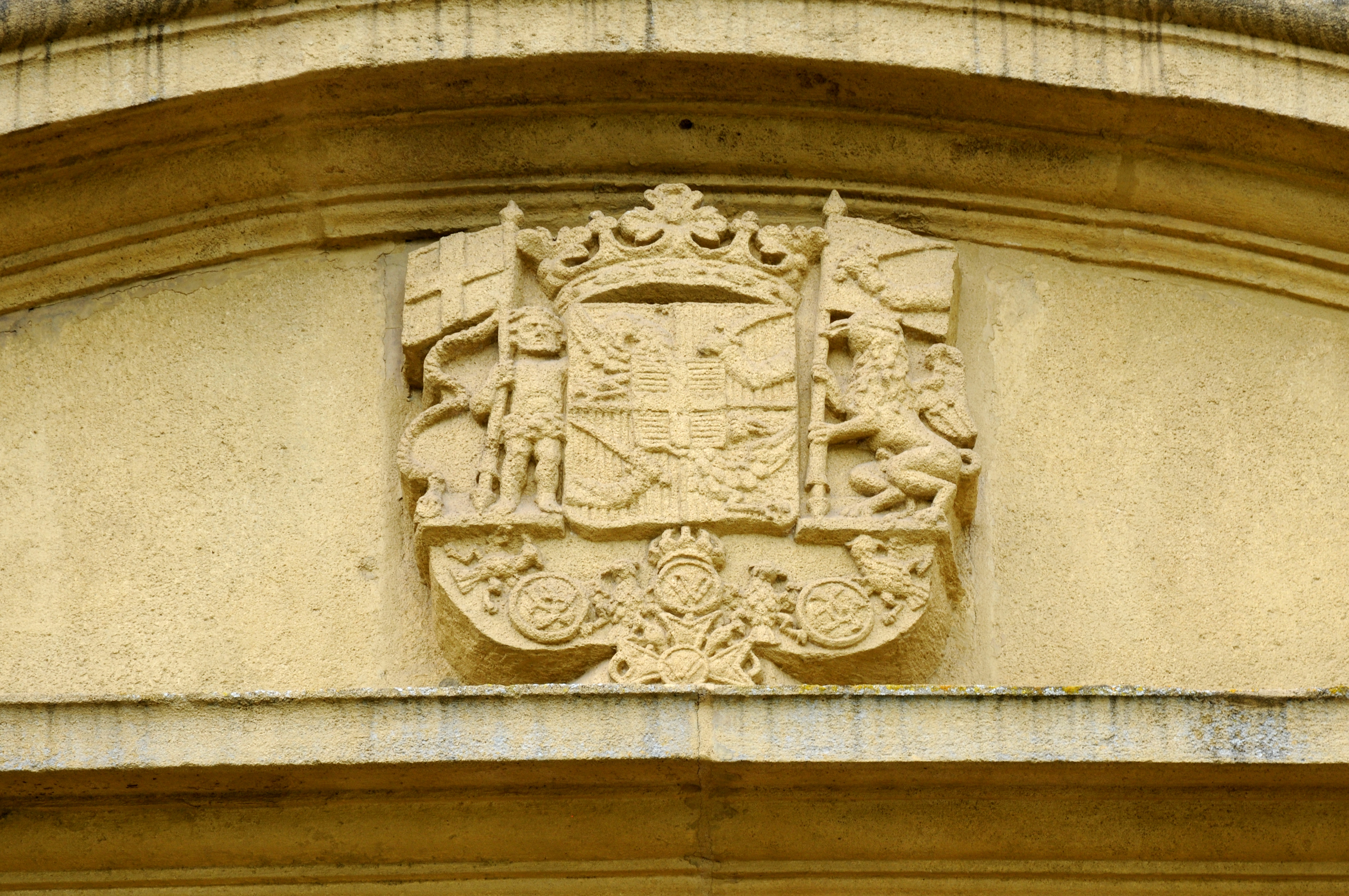
Das 1738 an Tornaco im Freiherrnbrief verliehene, vermehrte Wappen über dem Portal des Sassenheimer Schlosses

Im Rang eines kaiserlichen Obersts, Gouverneurs der gefürsteten Grafschaft Mömpelgard und Bevollmächtigten Ministers am französischen Hof, sowie Ritters des württembergischen Sankt-Hubertus-Ordens, erhielt er zusammen mit seinem Bruder Theodor Wilhelm, Herrn auf Lens-St. Servais, am 23. Januar 1738 zu Wien den Reichsfreiherrenstand mit Wappenbesserung. Im selben Jahr, 1739, ersuchte der Freiherr von Tornaco um Annahme in der Schwäbischen Reichsritterschaft. Ebenfalls 1739 wurde Tornaco als 28. Ritter in den herzoglich-weimarischen Falken-Orden aufgenommen. Dem Kaiser diente Tornaco 1739 beim Schwäbischen und Fränkischen Reichskreis; ihm wurde das Kommando über einige Hilfstruppen gegen das Osmanische Heer übertragen. Dafür wurde er 1749 Gouverneur von Dendermonde, welche Stelle er bis zu seinem Tod bekleidete. 1745 war er mit wichtigen diplomatischen Geschäften am kurpfälzischen Hof betraut.

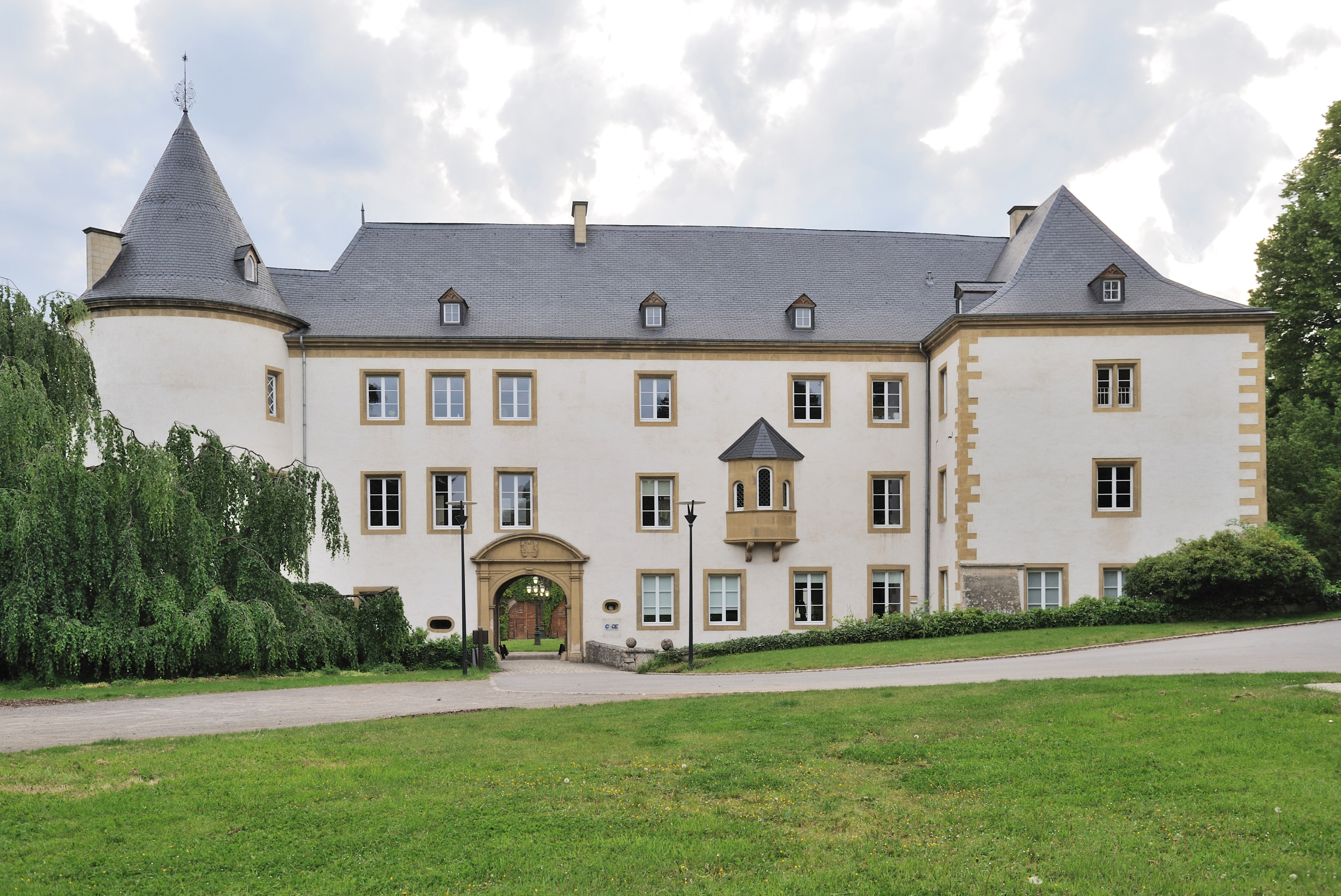
Schloss Sassenheim (Sanem), das Tornaco 1753 kaufte

1753 erwarb er das Schloss zu Sassenheim in Luxemburg.
1754 ernannte ihn der Kaiser zum Generalfeldzeugmeister. Arnold Franz von Tornaco beschloss seine militärische Karriere im Rang eines kaiserlichen Generalfeldmarschallleutnants. Zeitweise war er auch kaiserlicher Kommandant zu Rheinfelden gewesen.